# پونتیوس تلسینوس
پونتیوس تلسینوس (به لاتین: Pontius Telesinus) یا پونتسیو تلزینو (به ایتالیایی: Ponzio Telesino) یک فرمانده سامنیت و رهبر ارتش ایتالیایی متحد جناح دموکراتیک (موسوم به پوپولارها یا ماریان‌ها) در خلال دومین جنگ داخلی سولا بود. وی که جنگجویی سرسخت بود، با قاطعیت ارتش عظیمی از ایتالیایی‌ها را در نبرد علیه روم با هدف نابودکردن آن و گرفتن انتقامی خونین از این شهر منفور درنظر سامنیت‌ها، رهبری کرد.
در دوم نوامبر ۸۲ پیش از میلاد وی که در رأس سپاهش در نبرد دراماتیک پورتا کولینا در مقابل ارتش لوکیوس کورنلیوس سولا با سماجت تا آخرین نفس می‌جنگید، بالاخره کُشته شد و پیروزی به نیروهای اپتیمات‌ها به رهبری سولا تعلق گرفت.